# Filipstads norra bergslags järnväg
Filipstads Norra Bergslags Järnväg (FNBJ) var en smalspårig 891 mm järnväg mellan Filipstad och Nordmark i Värmlands län.

## Historia
Filipstads norra bergslags järnvägsaktiebolag bildades 1873 med Uddeholmsbolaget som den största aktieägaren med 40 procent. En koncession söktes för en järnväg mellan Filipstad och Nordmark där den skulle ansluta till den av Uddeholmsbolaget planerade järnvägen mellan Tabergs gruvor och Motjärnshyttan. Koncession beviljades den 9 maj 1873. Banbygget startade vintern 1874 och banan öppnade för godstrafik i slutet på 1875 och persontrafik den 10 mars 1876. Byggnadskostnaden uppgick 31 december 1905 till 925 000 kronor och av det var det rullande materialet 104 000 kronor.
Redan 1880 tecknades avtal med det nybildade Nordmark–Klarälvens Järnvägsaktibolag (NKlJ) om förvaltning och det berodde på ett ansträngt ekonomiskt läge. 1915 arrenderades FBNJ till NKlJ. Nordmark–Klarälvens Järnvägar, också förkortat NKlJ, köpte FMBJ 28 oktober 1920.